# Roberto Fernández Alvarellos
Roberto Fernández Alvarellos (nascut el 25 de gener de 1979 a Chantada, Lugo) és un futbolista professional gallec que jugava com a porter, retirant-se en 2018 al CD Lugo.